# Comuna Solești, Vaslui
Solești este o comună în județul Vaslui, Moldova, România, formată din satele Boușori, Iaz, Satu Nou, Solești (reședința), Șerbotești, Știoborăni și Valea Siliștei.
Satele Valea Siliștei și Boușori dețin fiecare cîte o biserica de lemn, monumente istorice, iar în satul Știoborăni s-a aflat o mănăstire de călugări ce a funcționat în secolul XVIII (astăzi dispărută).
În Solești se afla Casa Memorială Elena Cuza (vechiul Palat Rosetti-Solescu, după numele vechilor stăpînitori ai moșiei), soția Domnitorului Alexandru Ioan Cuza. Muzeul a fost înființat în anul 1955 și în cadrul său pot fi vizitate casa Rosetti-Solescu, biserica, mormintele familiei Elenei Cuza și obiecte aparținând familiei domnitorului Al. I. Cuza. Casa Cuza se află astăzi în ruină.
În apropierea satului Solești se află lacul cu acelasi nume (baraj pe râul Vasluieț), din care se alimentează cu apă potabilă orașul Vaslui.

## Demografie
Componența etnică a comunei Solești
     Români (88,25%)
     Alte etnii (0,06%)
     Necunoscută (11,69%)
Componența confesională a comunei Solești
     Ortodocși (87,93%)
     Alte religii (0,16%)
     Necunoscută (11,91%)
Conform recensământului efectuat în 2021, populația comunei Solești se ridică la 3.114 locuitori, în scădere față de recensământul anterior din 2011, când fuseseră înregistrați 3.623 de locuitori. Majoritatea locuitorilor sunt români (88,25%), iar pentru 11,69% nu se cunoaște apartenența etnică. Din punct de vedere confesional, majoritatea locuitorilor sunt ortodocși (87,93%), iar pentru 11,91% nu se cunoaște apartenența confesională.

## Politică și administrație
Comuna Solești este administrată de un primar și un consiliu local compus din 13 consilieri. Primarul, Mona Bujor[*], de la Partidul Social Democrat, este în funcție din 2000. Începând cu alegerile locale din 2024, consiliul local are următoarea componență pe partide politice:
|  | Partid                          | Consilieri | Componența Consiliului | Componența Consiliului | Componența Consiliului | Componența Consiliului | Componența Consiliului | Componența Consiliului | Componența Consiliului | Componența Consiliului |
|  | ------------------------------- | ---------- | ---------------------- | ---------------------- | ---------------------- | ---------------------- | ---------------------- | ---------------------- | ---------------------- | ---------------------- |
|  | Partidul Social Democrat        | 8          |                        |                        |                        |                        |                        |                        |                        |                        |
|  | Alianța pentru Unirea Românilor | 4          |                        |                        |                        |                        |                        |                        |                        |                        |
|  | Forța Dreptei                   | 1          |                        |                        |                        |                        |                        |                        |                        |                        |